# 臺灣彰化地方法院
23°57′58″N 120°34′17″E / 23.966136°N 120.571440°E

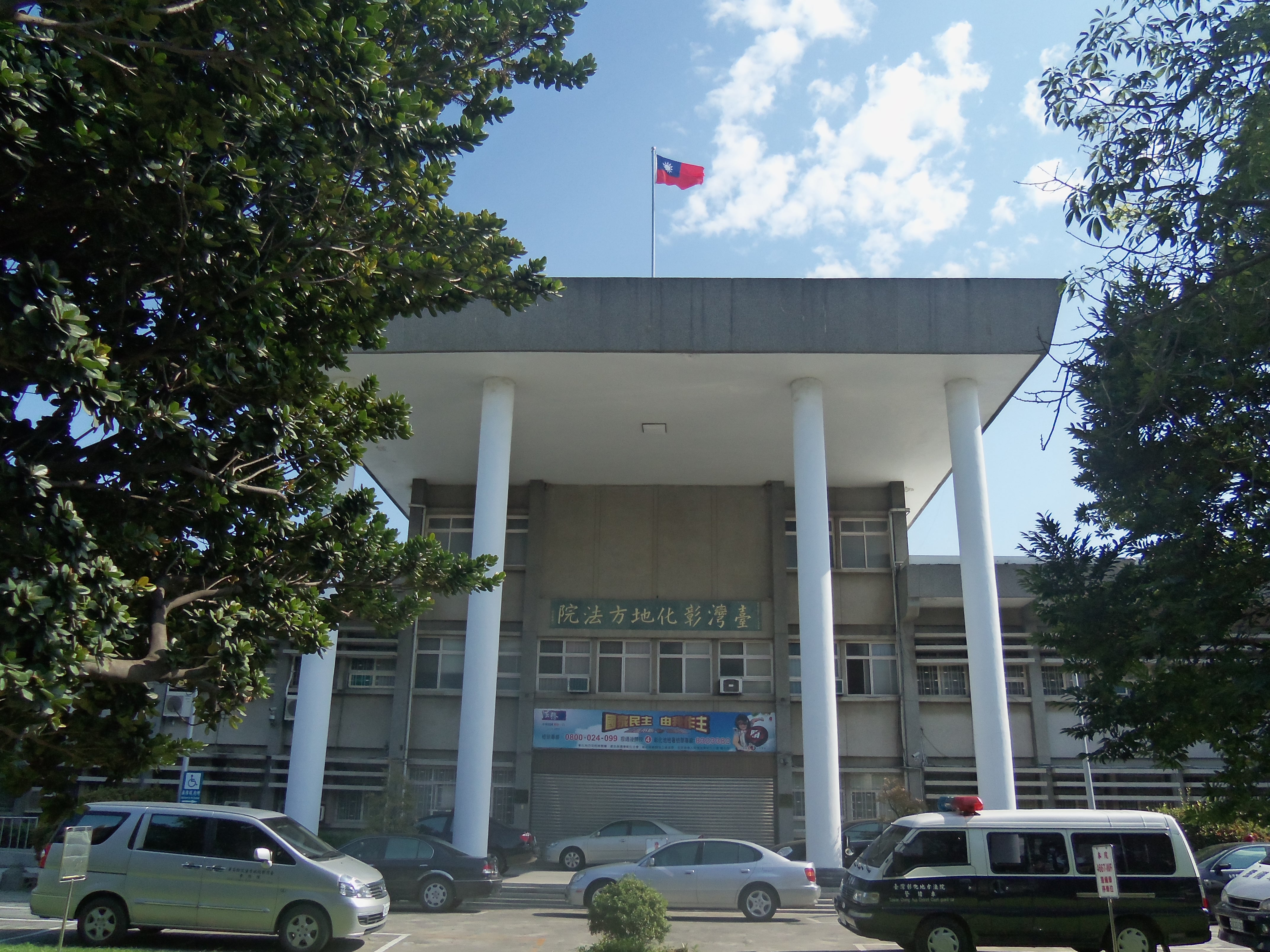
臺灣彰化地方法院舊址主體建築

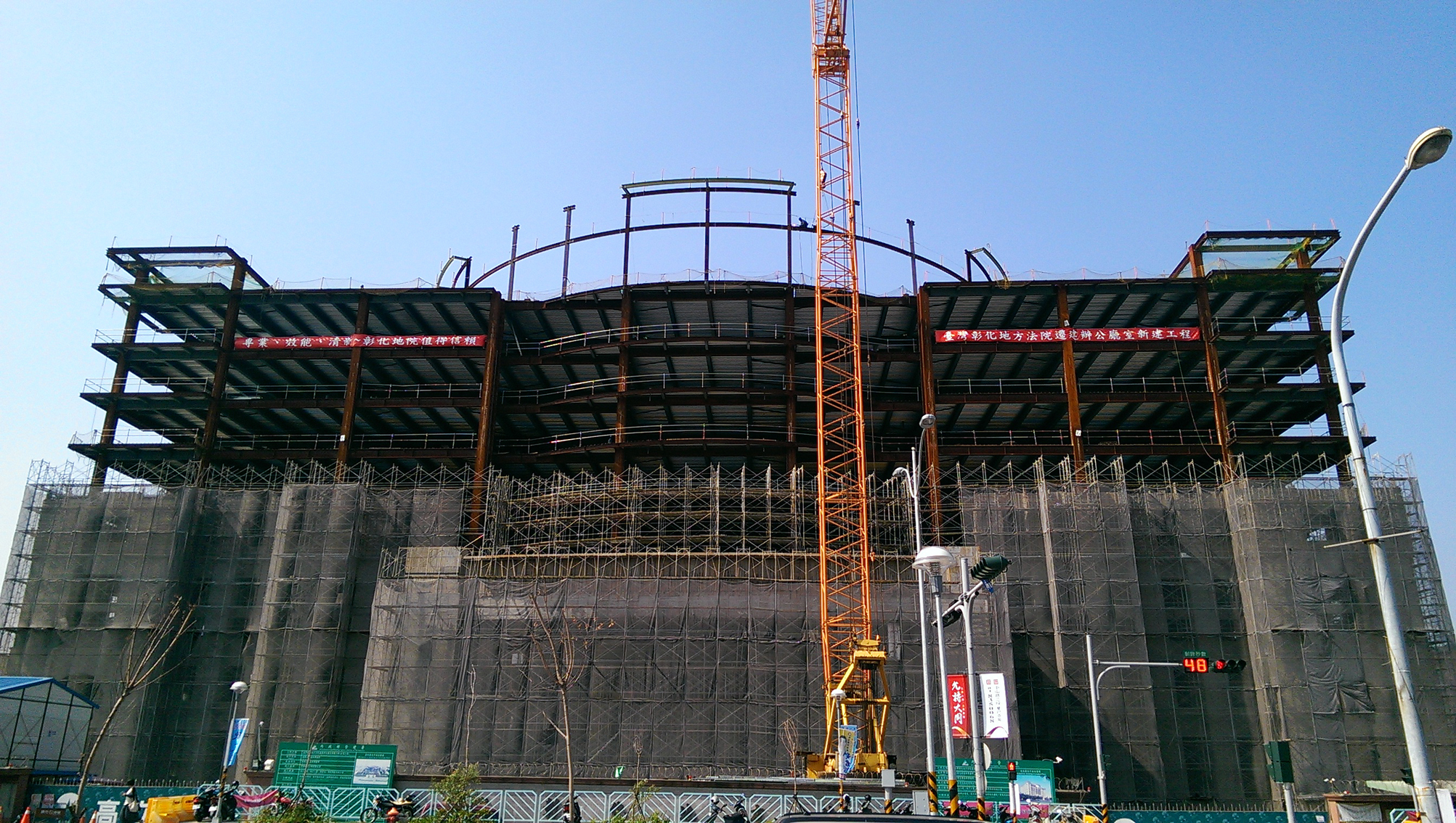
2014年興建中的彰化地方法院大廈，位於該院員林簡易庭廳舍正門的正前方

臺灣彰化地方法院，是中華民國的三級法院之一，位於彰化縣員林市，屬於普通法院，通常又被簡稱為彰化地方法院、彰化地院或彰院。

## 沿革
現今的彰化地區在台灣日治時期初期一度有法院之設，1896年，臺灣改行民政，總督府以律令第一號公布《台灣總督府法院條例》調整法院組織，該年7月15日依該條例曾成立名為鹿港地方法院之法院；同年10月17日旋又將法院自鹿港移設彰化，改名彰化地方法院，此為該院名稱首次出現。惟存在時間不久，1897年11月15日即被廢止，相關司法案件由臺中地方法院接管。
1904年4月1日至1909年10月25日間，台灣總督府一度以府令將臺中地方法院降為臺北地方法院臺中出張所，惟其後臺中地方法院又被以府令恢復，今彰化轄區仍歸該院所轄。
1945年二次大戰結束後，中華民國政府接收臺灣，彰化地區司法案件仍屬臺中地方法院管轄，然彰化地區人口增多，經濟逐漸轉型，因此在1960年1月22日於彰化縣員林鎮設立臺中地方法院彰化庭。1968年10月14日獨立為臺灣彰化地方法院。1993年以後，該院陸續成立北斗簡易庭（位於彰化縣田尾鄉）、彰化（位於彰化縣和美鎮）及員林簡易庭（位於彰化縣員林市）至今。
該院主要院區原先位在彰化縣員林市中山路二段240號，與臺灣彰化地方檢察署共用建物合署辦公，因原有辦公廳舍過於老舊且不敷使用，遂於2000年4月委託內政部營建署代為辦理遷建辦公廳室新建工程，2012年6月29日開工後，在時任院長蘇清恭的領導下，主體建築部分業已圓滿完工，員工於2016年10月11日已正式遷入位在彰化縣員林市員林大道二段1號之新院區開始辦公，並於同年10月14日由院長紀文勝，邀請司法院長賴浩敏、前大法官謝在全、彰化縣長魏明谷等各界人士，舉行啟用開幕典禮，剪綵啟用。
該院新院區地點在員林市大饒里，日治時期原屬亞麻株式會社用地，1953年劃定工廠北區供員林家商建校。戰後，亞麻株式會社改為臺灣省物資局原麻處員林廠，從事黃麻加工，之後又改為物資局倉庫，再於原址設立員林簡易庭，最後假員林簡易庭東側基地興建臺灣彰化地方法院新院區。

## 歷任院長
| 任別 | 首長姓名 | 任職期間               | 備註                         |
| 院長 | 院長     | 院長                   | 院長                         |
| ---- | -------- | ---------------------- | ---------------------------- |
| 1    | 褚劍鴻   | 1968.10.14至1970.09.09 |                              |
| 2    | 趙執中   | 1970.09.09至1971.07.05 |                              |
| 3    | 史 英    | 1971.07.05至1976.08.20 |                              |
| 4    | 田濟棨   | 1976.08.20至1979.01.23 |                              |
| 5    | 鍾艮樂   | 1979.01.23至1981.03.21 |                              |
| 6    | 魏德昌   | 1981.03.23至1985.08.02 |                              |
| 7    | 王興仁   | 1985.08.02至1990.07.02 |                              |
| 8    | 陳義雄   | 1990.07.03至1991.12.02 |                              |
| 9    | 謝在全   | 1991.12.02至1993.03.06 |                              |
| 10   | 周國隆   | 1993.03.06至1995.04.30 |                              |
| 11   | 柯慶賢   | 1995.04.29至1996.12.08 |                              |
| 12   | 黃一鑫   | 1996.12.10至1997.12.28 |                              |
| 13   | 李璋鵬   | 1997.12.30至1999.11.04 |                              |
| 14   | 梁松雄   | 1999.11.04至2003.03.31 |                              |
| 15   | 蘇鳴東   | 2003.04.01至2006.06.22 |                              |
| 16   | 陳滿賢   | 2006.06.22至2012.03.30 |                              |
| 17   | 蘇清恭   | 2012.03.30至2015.12.28 |                              |
| 18   | 紀文勝   | 2015.12.28至2017.07.28 | 調臺灣高等法院臺中分院       |
|      | 王義閔   | 2017.07.28至2017.08.29 | 行政庭長代理院長             |
| 19   | 蔡名曜   | 2017.08.29至2020.08.26 | 調臺灣高等法院臺中分院       |
| 20   | 邱志平   | 2020.08.26至2021.08.23 | 調臺灣臺中地方法院法官兼院長 |
| 21   | 陳毓秀   | 2021.08.23迄今         |                              |

## 管轄區域
| 庭區       | 管轄區域 | 備註                                                                 |
| ---------- | --- | -------------------------------------------------------------------- |
| 彰化簡易庭 | 彰化縣彰化市 彰化縣伸港鄉 彰化縣線西鄉 彰化縣和美鎮 彰化縣花壇鄉 彰化縣芬園鄉 彰化縣鹿港鎮 彰化縣福興鄉 彰化縣秀水鄉                           | 簡易庭受理第一審民、刑事訴訟簡易事件及違反社會秩序維護法案件之審理。 |
| 員林簡易庭 | 彰化縣員林市 彰化縣永靖鄉 彰化縣溪湖鎮 彰化縣埔鹽鄉 彰化縣埔心鄉 彰化縣大村鄉                                                                  | 簡易庭受理第一審民、刑事訴訟簡易事件及違反社會秩序維護法案件之審理。 |
| 北斗簡易庭 | 彰化縣二林鎮 彰化縣竹塘鄉 彰化縣大城鄉 彰化縣芳苑鄉 彰化縣北斗鎮 彰化縣田尾鄉 彰化縣埤頭鄉 彰化縣溪州鄉 彰化縣田中鎮 彰化縣社頭鄉 彰化縣二水鄉 | 簡易庭受理第一審民、刑事訴訟簡易事件及違反社會秩序維護法案件之審理。 |

## 組織
- 院長
- 民事庭
- 刑事庭
- 少年及家事庭
- 行政訴訟庭
- 簡易庭
- 民事執行處
- 非訟事件中心
- 公設辯護人室
- 司法事務官室
- 觀護人室
- 公證處
- 登記處
- 提存所
- 書記處
  - 民事紀錄科
  - 刑事紀錄科
  - 少年家事紀錄科
  - 民事執行紀錄科
  - 研考科
  - 總務科
  - 資料科
  - 文書科
  - 訴訟輔導科
  - 法警室
- 人事室
- 會計室
- 政風室
- 統計室
- 資訊室

## 特色
- 轄區人口超過百萬的10個地院之一，該院轄區人口為1,259,246人（2021年8月），是中華民國所轄人口第8多的地方法院。
- 目前中華民國轄下設於縣境內之地方法院中，僅有2座未位於縣治所在地，該院是其一（另一座是雲林地方法院），也因此不少彰化縣本地人慣以法院所在地，稱呼該院為「員林地方法院」或「員林法院」。

## 曾經審理之重大案件
- 黃鴻寓連續殺人、擄人勒贖案
- 林來福連續殺人、擄人勒贖案
- 2013年臺灣食用油油品事件（俗稱「頂新劣油案」）
- 日月明功虐死案
- 電鍍廢水案

## 地址
| 名稱       | 地址                            | 電話        |
| ---------- | ------------------------------- | ----------- |
| 本院       | 51045彰化縣員林市員林大道2段1號 | (04)8343171 |
| 彰化簡易庭 | 50842彰化縣和美鎮東萊路275號    | (04)7358170 |
| 員林簡易庭 | 51045彰化縣員林市中正路36號     | (04)8360018 |
| 北斗簡易庭 | 52242彰化縣田尾鄉建平路2段91號  | (04)8834331 |

## 外部連結
- 臺灣彰化地方法院首頁 （页面存档备份，存于）（中文）（英文）